# Lie-csoport
A matematikában a  Lie-csoport egy olyan csoport, amely egyszerre egy sima sokaság, és a csoportművelet tetszőlegesen sokszor differenciálható.
Egy sokaság (mint például a kör vagy a tórusz) egy olyan topologikus tér, amely lokálisan egy euklidészi térre hasonlít, a csoport pedig egy olyan struktúra, mely magában foglal egy halmazt és egy, a halmazon definiált kétváltozós műveletet, amely asszociatív (átzárójelezhető) és invertálható, azaz minden csoportelemnek van egy inverz eleme.
A Lie-csoportok alkalmasak a folytonos szimmetriák modellezésére, így a modern matematikában és fizikában rendkívüli fontossággal bírnak.
A Lie-csoportokat a norvég Sophus Lie után nevezték el, aki a folytonos transzformációcsoportok elméletének alapjait fektette le. Először ilyen struktúrákat olyan mátrixcsoportok tanulmányozásával találtak, amelyek az {\displaystyle n\times n} invertálható mátrixok csoportjának ({\displaystyle \operatorname {GL} (n,\mathbb {R} )} vagy {\displaystyle \operatorname {GL} (n,\mathbb {C} )}) részcsoportjai. Ezeket a csoportokat azóta klasszikus csoportoknak hívják, a Lie-csoportok elmélete pedig a matematika számos más területére is kiterjedt.
Minden Lie-csoport automatikusan egy topologikus csoport, mivel a csoportműveletek (az inverziót beleértve) folytonosak. Következtetésképp, mivel minden (nem feltétlenül Hausdorff) differenciálható sokaság teljesíti az első szétválaszhatósági axiómát (T1), minden Lie-csoport automatikusan Hausdorff.

## Definíció
Lie-csoportnak nevezünk egy olyan {\displaystyle G} csoportot, amely egyidejűleg egy sima sokaság, és a kétváltozós asszociatív csoportművelet (szorzás)
{\displaystyle \mu :G\times G\to G,\quad \mu (x,y)=xy}
tetszőlegesen sokszor differenciálható. Az inverzfüggvény-tétel következményeképp minden Lie-csoport inverzió művelete: 
{\displaystyle \nu :G\to G,\quad \nu (x)=x^{-1}}
is tetszőlegesen sokszor differenciálható.

## Példák

A körcsoport a Lie-csoportok egyik legegyszerűbb példája. Az ábrán látható, hogy esetén.

### Általános példák
- A valós vagy komplex számok halmaza összeadással ({\displaystyle (\mathbb {R} ,+)} vagy {\displaystyle (\mathbb {C} ,+)}) egy Lie-csoport.
- A komplex fázisok, azaz olyan komplex számok, melyek abszolút értéke egy, a szorzással együtt összefüggő Lie-csoportot ({\displaystyle \mathbb {S} ^{1}}) alkotnak, más néven körcsoportnak hívjuk.
- A 2x2-es valós invertálható mátrixok halmaza:

{\displaystyle \operatorname {GL} (2,\mathbb {R} )=\left\{A={\begin{pmatrix}a&b\\c&d\end{pmatrix}}:\,\det A=ad-bc\neq 0\right\}}
a mátrixszorzással együtt egy olyan négydimenziós Lie-csoportot alkot, amely nem kompakt és nem összefüggő.
- A forgatást reprezentáló mátrixok csoportját a következőképp lehet egy {\displaystyle \varphi } forgásszöggel parametrizálni:

{\displaystyle \operatorname {SO} (2,\mathbb {R} )=\left\{{\begin{pmatrix}\cos \varphi &-\sin \varphi \\\sin \varphi &\cos \varphi \end{pmatrix}}:\,\varphi \in \mathbb {R} /2\pi \mathbb {Z} \right\}.}
Ez a csoport a {\displaystyle \operatorname {GL} (2,\mathbb {R} )} részcsoportja, továbbá egy kompakt, összefüggő egydimenziós Lie-csoport, amely diffeomorf a körhöz.
- A speciális relativitáselméletben hasznos Minkowski- és Poincaré-csoport is Lie-csoport.

### Konstrukciók
Már ismert Lie-csoportok segítségével további Lie-csoportok találhatóak:
- Két Lie-csoport Descartes-szorzata egy Lie-csoport
- Egy adott Lie-csoport bármely részcsoportja, amely topológiai értelemben egy zárt halmaz, Cartan tétele szerint egy Lie-csoport.
- Egy adott Lie-csoport egy zárt normálosztójával vett faktorhalmaza automatikusan egy Lie-csoport.
- Egy összefüggő Lie-csoport univerzális fedése egy Lie-csoport. Fontos megjegyezni, hogy egy adott differenciálható sokaság minden fedése egyaránt egy differenciálható sokaság, viszont azzal, hogy az univerzális fedést választjuk, így a csoportaxiómák teljesülésének is eleget teszünk.

## Lie-csoportok Lie-algebrája
Lie-algebrának nevezünk egy {\displaystyle {\mathfrak {g}}} vektorteret egy olyan kétváltozós művelettel {\displaystyle [.,.]:{\mathfrak {g}}\times {\mathfrak {g}}\to {\mathfrak {g}}}, amely bilineáris, antikommutatív és a Jakobi-azonosságnak eleget tesz.
Adott {\displaystyle G} Lie-csoport {\displaystyle e} neutrális elemében vett tangens tere egy vektortér, általános jelölése pedig {\displaystyle {\mathfrak {g}}:=T_{e}G}. A balról szorzás {\displaystyle L_{g}:G\to G,\,h\mapsto gh} tangens leképezése a neutrális elemben {\displaystyle T_{e}L_{g}:{\mathfrak {g}}\to T_{g}G} egy lineáris izomorfizmus, mivel a balról szorzás egy Lie-csoportban egy diffeomorfizmus. Legyen adott {\displaystyle g\in G}, akkor bármely {\displaystyle v\in {\mathfrak {g}}} vektorra a következőképp definiált leképezés:
{\displaystyle L^{v}:G\to TG,\quad L^{v}(g)=T_{e}L_{g}(v)}
egy sima vektormező. Mivel a vektormezőkön definiált Lie-zárójel (azaz {\displaystyle [.,.]}) automatikusan teljesíti a szükséges tulajdonságokat, ezért a {\displaystyle G} Lie-csoport Lie-algebrája a {\displaystyle {\mathfrak {g}}=T_{e}G} vektortér a következő művelettel minden {\displaystyle v,w\in {\mathfrak {g}}} vektorra:
{\displaystyle [v,w]:=[L^{v},L^{w}](e)}.
Egy Lie-csoport Lie-algebrája a neutrális elem környezetében teljes mértékben meghatározza a csoport struktúráját. Régebbi elnevezések "infinidezimális csoport"ként utalnak rá, ugyanis elemei a Lie-csoport olyan elemeinek felelnek meg, amelyek "infinidezimálisan közel" vannak a neutrális elemhez. 

## Exponenciális leképezés
A {\displaystyle \operatorname {GL} (n,\mathbb {C} )} Lie-csoport Lie-algebrája a mátrixalgebra {\displaystyle \operatorname {M} (n,\mathbb {C} )}, ahol az exponenciális leképezés a következőképp van definiálva adott {\displaystyle X} mátrixra:
{\displaystyle \exp(X)=1+X+{\frac {X^{2}}{2!}}+{\frac {X^{3}}{3!}}+\cdots }.
Amennyiben egy {\displaystyle G} csoport a {\displaystyle \operatorname {GL} (n,\mathbb {C} )} zárt részcsoportja, akkor {\displaystyle G} automatikusan egy Lie-csoport, melynek Lie-algebrája a következő:
{\displaystyle {\mathfrak {g}}=\left\{X\in M(n;\mathbb {C} )\mid e^{tX}\in G\,\,\forall t\in \mathbb {R} \right\}.}
Az exponenciális leképezés ezen definíciója viszont nem alkalmazható olyan Lie-csoportokra, melyek nem mátrixcsoportok, így egy általánosabb konstrukcióra van szükség.
Egy adott {\displaystyle G} Lie-csoport {\displaystyle {\mathfrak {g}}} Lie-algebráján bármely {\displaystyle v} vektorra bizonyítható egy egyedi egyparaméteres részcsoport {\displaystyle c:\mathbb {R} \to G} létezése, amelyre {\displaystyle c'(0)=v}. Egyparaméteres részcsoport alatt egy olyan sima leképezést értünk, melyre igaz a következő:
{\displaystyle c(s+t)=c(s)c(t)}
minden valós {\displaystyle s}-re és {\displaystyle t}-re, ahol az egyenlet jobb oldalán található szorzás a Lie-csoport csoportművelete. Az általánosított exponenciális leképezést pedig a következőképpen definiáljuk:
{\displaystyle \exp :{\mathfrak {g}}\to G,\quad \exp(v)=c(1)}.
Az exponenciális leképezés ezáltal tetszőlegesen sokszor differenciálható és egy diffeomorfizmus a Lie-algebrában a {\displaystyle 0\in {\mathfrak {g}}} egy környezete és a {\displaystyle e\in G} egy környezete között. Ez a leképezés a valós számok halmazán is használt exponenciális függvény általánosítása.
Egy Lie-csoportban létezik az egységelemnek egy olyan környezete, melyen a csoportművelet (szorzás) teljes mértékben meghatározható a csoporthoz tartozó Lie-algebra Lie-zárójelével. Ezt az exponenciális leképezés segítségével a Baker-Campbell-Hausdorff formula adja meg: létezik a Lie-algebra neutrális elemének egy olyan környezete, melyben bármely {\displaystyle X}-re és {\displaystyle Y}-ra igaz:
{\displaystyle \exp(X)\,\exp(Y)=\exp \left(X+Y+{\tfrac {1}{2}}[X,Y]+{\tfrac {1}{12}}[\,[X,Y],Y]-{\tfrac {1}{12}}[\,[X,Y],X]-\cdots \right).}
Amennyiben a {\displaystyle X} és {\displaystyle Y} kommutál, a képlet egyszerűbb alakot ölt: {\displaystyle \exp(X)\,\exp(Y)=\exp(X+Y)}.
A Baker-Campbell-Hausdorff formula segítségével bizonyítható, hogy bármely kétszer differenciálható Lie-csoport automatikusan valós analitikus, tehát létrehozható egy olyan sima struktúra, melyen bármely {\displaystyle x} és {\displaystyle y} térképre a {\displaystyle y\circ x^{-1}} leképezés valós analitikus.

## Homomorfizmusok, izomorfizmusok és Lie fundamentális tételei
Amennyiben {\displaystyle G} és {\displaystyle H} Lie-csoportok, minden sima {\displaystyle \varphi :G\to H} csoporthomomorfizmust Lie-csoport homomorfizmusnak nevezünk. Csoporthomomorfizmus alatt azt értjük, hogy a leképezés megtartja a csoportművelet szerkezetét, azaz minden {\displaystyle g,h\in G} csoportelemre igaz {\displaystyle \varphi (gh)=\varphi (g)\varphi (h)}. Az exponenciális leképezés tulajdonságaiból kiindulva bizonyítható, hogy bármely két Lie-csoport közötti folytonos csoporthomomorfizmus automatikusan sima. 
Bármely Lie-csoport homomorfizmus neutrális elemben vett tangense egy Lie-algebra homomorfizmus, tehát egy olyan lineáris leképezés, amely megtartja a Lie-zárójelet.
Két Lie-csoportot izomorfnak nevezünk, amennyiben létezik közöttük egy bijektív homomorfizmus, melynek inverze is egy Lie-csoport homomorfizmus, tehát egy olyan diffeomorfizmus, mely egyszerre egy csoporthomomorfizmus. Az eddig említettek következménye, hogy egy folytonos bijektív csoporthomomorfizmus két Lie-csoport között akkor diffeomorfizmus (tehát Lie-csoport izomorfizmus), ha az értelmezési tartomány szeparálható.
Lokális Lie-csoport homomorfizmusnak nevezünk egy olyan sima leképezést, mely két Lie-csoport neutrális elemének környezete között definiált és ezekben a környezetekben ugyanúgy megtartja a csoportműveletet. Két Lie-csoport lokálisan izomorfnak nevezünk, ha létezik közöttük egy olyan lokális Lie-csoport homomorfizmus, ami ezen felül egy diffeomorfizmus és az inverze is egy Lie-csoport homomorfizmus.
Lie első tétele azt mondja ki, hogy két lokálisan izomorf Lie-csoport Lie-algebrái izomorfak, míg Lie második tétele szerint két izomorf Lie-algebrához tartozó Lie-csoport lokálisan izomorf. Ezen tételek szerint egy Lie-csoport globális struktúráját általánosságban nem határozza meg a Lie-algebra. A fizikában ismert egy fontos példa Lie fundamentális tételei kapcsán, ugyanis az SU(2) és SO(3) Lie-csoportok Lie-algebrái izomorfak, viszont a Lie-csoportok maguk nem izomorfak, ugyanis SU(2) egyszerűen összefüggő (azaz minden hurok folytonosan összehúzható egy pontba), míg SO(3) nem.
Ado tétele kimondja, hogy bármely véges dimenziós valós Lie-algebra izomorf egy Lie-mátrixalgebrához. Ennek következménye Lie harmadik fundamentális tétele, miszerint minden véges dimenziós valós Lie-algebra egy lineáris Lie-csoport Lie-algebrája.

## Ábrázolásai
Fontos kutatási terület Lie-csoportoknak úgy nevezett ábrázolásait (más néven reprezentációit) vizsgálni, melyek azt fejezik ki, hogy egy adott Lie-csoport hogyan hat egy vektortérre. Egy {\displaystyle n}-dimenziós {\displaystyle V} vektortér esetén a {\displaystyle G} Lie-csoport komplex ábrázolása egy Lie-csoport homomorfizmus {\displaystyle \Pi :G\to \operatorname {GL} (V)}, ahol {\displaystyle \operatorname {GL} (V)} identifikálható {\displaystyle \operatorname {GL} (n,\mathbb {C} )}-vel. Sok esetben az egyszerűség kedvéért {\displaystyle V}-t nevezik ábrázolásnak.
Az ábrázoláselméletnek a fizikában is nagy jelentősége van: a hidrogénatom (vagy bármely olyan atom vagy ion, melynek egy vegyértékelektronja van) esetében az időfüggetlen Schrödinger-egyenlet megoldása egy háromdimenziós problémából egydimenziós problémává egyszerűsíthető, amennyiben felismerjük, hogy a rendszer Hamilton-operátora forgásszimmetrikus (tehát {\displaystyle \operatorname {SO} (3)}-szimmetrikus). Ez önmagában nem jelenti azt, hogy az operátor sajátállapotai forgásszimmetrikusak lennének, csupán azt, hogy a Schrödinger-egyenlet fix energiájú megoldásainak tere forgásszimmetrikus, melyre ezáltal az {\displaystyle \operatorname {SO} (3)} Lie-csoport ábrázolásaként lehet tekinteni.

## Fordítás
Ez a szócikk részben vagy egészben  a   Lie group című angol Wikipédia-szócikk fordításán alapul.  Az eredeti cikk szerkesztőit annak laptörténete sorolja fel. Ez a jelzés csupán a megfogalmazás eredetét és a szerzői jogokat jelzi, nem szolgál a cikkben szereplő információk forrásmegjelöléseként.